# Скляров, Евгений Викторович
Евгений Викторович Скляров (род. 1954) — геолог, петрограф, специалист в области петрологии магматических и метаморфических процессов, член-корреспондент РАН (1997).

## Биография
Родился 19 октября 1954 года в Омске.
В 1976 году — окончил геолого-геофизический факультет Новосибирского государственного университета.
С 1976 по 1980 годы — инженер Института геологии и геофизики СО АН СССР.
С 1980 по 1991 годы — работает в Бурятском геологическом институте СО АН СССР, пройдя путь от младшего научного сотрудника до заведующего лабораторией (1988—1991).
С 1991 по 2011 годы — заведующий лабораторией палеогеодинамики, а с 1998 по 2011 — директор Института земной коры СО РАН
В 1997 году — избран членом-корреспондентом РАН.
В 2004 году — было присвоено учёное звание профессора.
С 2011 года по настоящее время — главный научный сотрудник Института земной коры СО РАН.
С 1993 года — ведет преподавательскую деятельность в Иркутском государственном университете.

## Научная деятельность
Выявил два глаукофансланцевых пояса и установил закономерности состава и строения высокобарических поясов Центральной Азии, распространения офиолитов и комплекса метаморфических ядер Южной Сибири.
Результаты проведенных им исследований имеют важное значение для реконструкции геодинамической эволюции Центрально-Азиатского складчатого пояса, в том числе для решения проблемы времени и механизма раскрытия древних океанов, в частности Палеоазиатского океана. Пересмотрел характер тектонической эволюции региона, обосновав наиболее значимые этапы эволюции южной части Сибирского кратона на основании петрологических индикаторов.
Под его руководством проведены исследования комплексов метаморфических ядер, впервые описанных в западной части Северной Америки; их выделение и изучение оказалось чрезвычайно важным для реконструкции геологической эволюции континентов. Является соавтором открытия и описания шести новых минералов, некоторые из них относятся к породообразующим группам: наталиит — ванадиевый пироксен, магнезиокулсонит — ванадиевый аналог магнезиохронимат и хромфиллит — хромовая диоактаэдрическая слюда.
Участвовал в международных научных проектах: с Чанчуньским университетом наук о Земле, Пекинским университетом (КНР) по проблемам высокобарического метаморфизма и тектоники Восточной Азии, Университетом Саппоро (Япония) по проблемам тектоники Монголо-Охотского пояса, со Стэнфордским университетом (США) по составлению геодинамической карты Палеоазиатского океана, с Королевским музеем Центральной Африки (Бельгия) по проблемам высокобарического метаморфизма и комплексов метаморфических ядер.
Участие в научных организациях
- член Президиума Иркутского научного центра СО РАН
- член Объединенного ученого совета по наукам о Земле СО РАН
- член Межведомственного петрографического комитета при Отделении наук о Земле РАН
- член Научного совета по докембрию Отделения наук о Земле РАН
- заместитель председателя Научного совета СО РАН по тектонике Сибири
- действительный член Российского минералогического общества (1983)
- председатель геологической секции Института земной коры СО РАН (с 1997 года).

- Геология и метаморфизм Восточного Саяна. Новосибирск, 1988. 192 с. (в соавт.)
- Эклогит-глаукофановые комплексы складчатых областей. Новосибирск, 1989. 236 с. (в соавт.)
- Комплексы метаморфических ядер кордильерского типа. Новосибирск, 1997. 171 с. (в соавт.)
- Интерпретация геохимических данных. М., 2001. 288 с. (в соавт.)

## Награды[2]
- Медаль ордена «За заслуги перед Отечеством» II степени (2008)
- Медаль «Дружба» (2009, Монголия)
- Премия имени В. А. Обручева (совместно с Д. П. Гладкочубом, Т. В. Донской, за 2020 год) — за цикл работ «Основные этапы становления консолидированной литосферы Сибири: от архея до кайнозоя»
- Медаль «800 лет создания Монгольского государства» (2006)
- Почётная грамота РАН (2009)
- Почётная грамота губернатора Иркутской области (2012)
- Почётный знак СО РАН «Серебряная Сигма» (2007)
- Почётное звание «Заслуженный ветеран СО РАН» (1997)